# Artur Schnabel

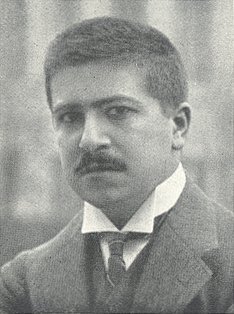
Artur Schnabel.

Artur Schnabel, född 17 april 1882 i Bielitz, Österrike-Ungern, död 15 augusti 1951 i Axenstein, Schweiz, var en österrikisk-amerikansk pianist, pedagog och tonsättare.

## Biografi
Schnabel var ett musikaliskt underbarn som vid åtta års ålder gav konserter i sin födelsestad. Han studerade 1894-1897 i Wien för bland andra Leschetizky. Han bosatte sig 1900  i Berlin och åren 1925-1930 ledde Schnabel mästarklassen i piano vid musikhögskolan. Eftersom han var av judisk härkomst emigrerade han 1933 till England och vid andra världskrigets utbrott bosatte han sig i Förenta staterna. Där var han 1940-1944 professor vid universitetet i Michigan. År 1950 återvände Schnabel till Europa och han avled 1951 i Schweiz.
Hans specialitet var att tolka wienklassikerna han företog världsvida turnéer med egna pianoaftnar, som orkestersolist och som kammarmusiker.
Schnabels tolkningar av Beethovens pianosonater blev epokgörande. Som tonsättare skrev han i en Schönberginfluerad atonal stil.

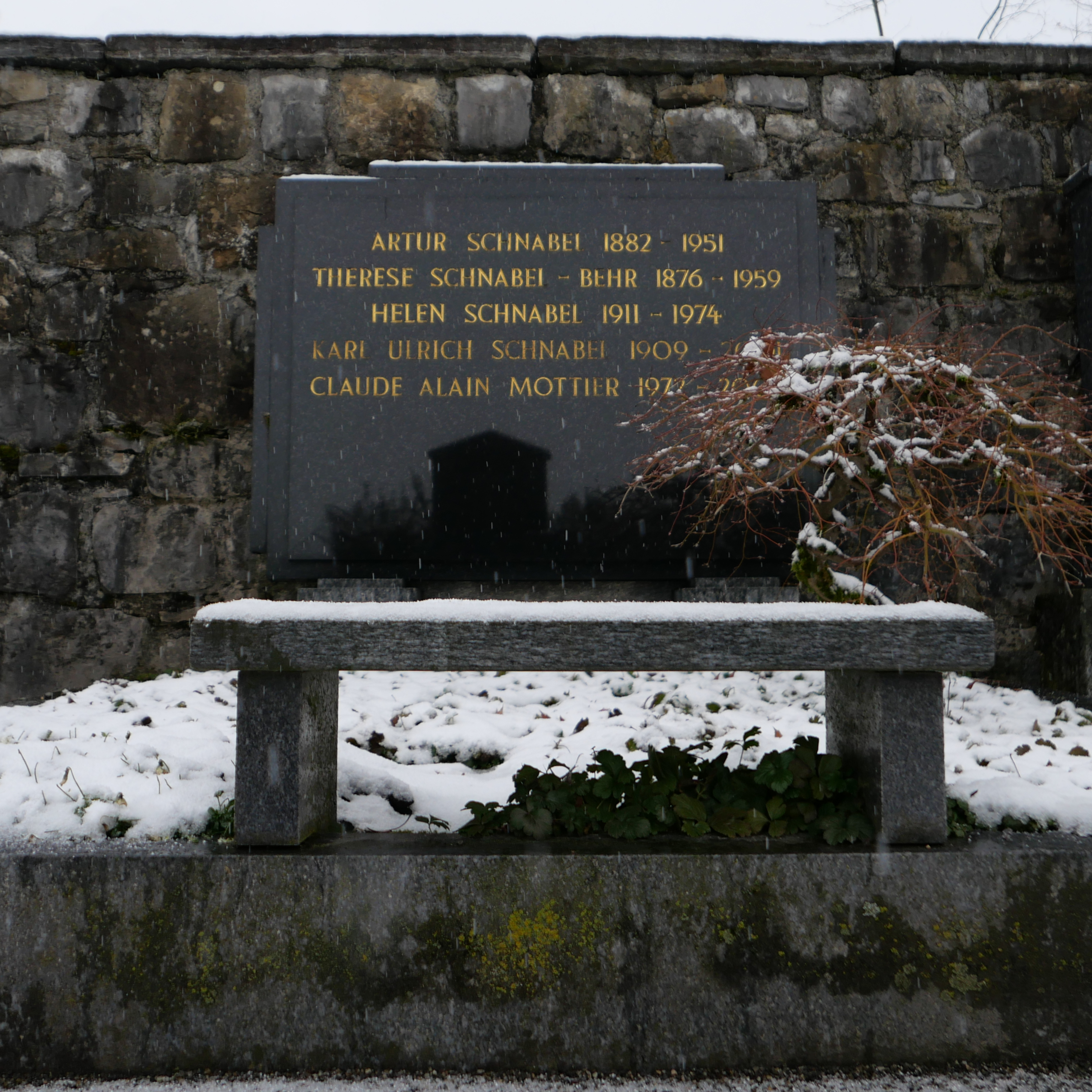
Familjegraven i januari 2024.

Schnabel hittade sin sista viloplats på kyrkogården i Schwyz, huvudstaden i kantonen med samma namn. I graven begravdes även hans hustru Therese, född Behr (1876–1959), som också var musiker, deras son Karl Ulrich (1909–2001), som också var pianist, och hans hustru Helen, född Fogel (1911– 1974 ), som var en pianist från USA, och hennes barnbarn Claude Alain Mottier (1972–2002), som också blev pianist och dog utan egen förskyllan i en trafikolycka, begravs. År 2006 förklarade Schwyz kommun familjegraven som ett monument, vilket betyder att den är permanent skyddad från övergivande.